# Heráclito Graça
Heráclito de Alencastro Pereira da Graça (Icó, 18 de outubro de 1837 — Rio de Janeiro, 14 de abril de 1914) foi um advogado, político e escritor brasileiro.

## Biografia
Filho de José Pereira da Graça, o Barão de Aracati, e de Maria Adelaide da Graça, formou-se em direito pela Faculdade de Direito do Recife, em 1856, logo seguindo com o pai para o Maranhão. Foi deputado provincial e deputado geral (1869 - 1872) pelo Maranhão, e presidente da Paraíba, de 25 de junho a 11 de novembro de 1872, novamente deputado geral (1872 - 1875) e presidente do Ceará, de 23 de outubro de 1874 a 1 de março de 1875, sempre pelo Partido Conservador.
Posteriormente, exerceu a advocacia no Rio de Janeiro e a consultoria jurídica do Ministério das Relações Exteriores. Era profundo conhecedor da filologia e da linguística. Sua principal obra literária foi Fatos da Linguagem, publicado em 1904. Foi membro da Academia Brasileira de Letras, da Academia Cearense de Letras e do Instituto do Ceará.

## Academia Brasileira de Letras
Heráclito Graça foi o segundo ocupante da cadeira 30 da Academia Brasileira de Letras. Foi eleito em 30 de julho de 1906, na sucessão de Pedro Rabelo, e tomou posse por carta em 11 de julho de 1907.